# Holl Imre
Holl Imre (Budapest, 1924. november 17. – 2016. augusztus 25.) magyar régész.

## Élete
Apja Holl Jenő GYSEV igazgató, anyja Nuridsány Etelka. Felesége H. Gyürky Katalin (1925–2002) régész.
Középiskolai tanulmányait Sopronban a Széchenyi István Gimnáziumban végezte. 1942–1945 között Pécsett jogot tanult, majd 1947-1951 között az Eötvös Loránd Tudományegyetem régészet és művészettörténet szakán végzett.
1952–1958 között a Budapesti Történeti Múzeumban dolgozott. 1958-tól a Magyar Tudományos Akadémia Régészeti Intézetének főmunkatársa volt.
A magyarországi és a nemzetközi középkori régészet meghatározó jelentőségű szakembere volt. A budai és a kőszegi vár feltárásától a középkori falvak kutatásáig számos középkorász témával foglalkozott. Az anyagi kultúrából külön figyelmet szentelt a kályhacsempék kutatásának.
1948-tól előbb Gerevich László vezetésével a középkori budai királyi palota feltárásán vett részt.

## Elismerései
- 1958 Kuzsinszky Bálint-emlékérem
- 1994 Rómer Flóris-emlékérem
- 2008 A Magyar Köztársasági Érdemrend lovagkeresztje
- 2009 Schönvisner István díj

## Főbb művei
- 1955 Külföldi kerámia Magyarországon - XIII-XVI. század. Budapest Régiségei 16, 147-197.
- 1956 Hunyadi Mátyás budavári majolikagyártó műhelye. Budapest Régiségei XVII. (tsz. Voit Pál)
- 1963 Alte ungarische Ofenkacheln. Corvina Kiadó, Budapest. (tsz. Voit Pál)
- 1963 Középkori cserépedények a budai Várpalotából. Budapest Régiségei 20, 335-394.
- 1966 Mittelalterliche Funde aus einem Brunnen von Buda. Studia archeologica (4). Akadémiai Kiadó, Budapest.
- 1982 Das mittelalterliche Dorf Sarvaly. Fontes archaeologici Hungariae. Akadémiai Kiadó, Budapest.
- 1992 Kőszeg vára a középkorban: az 1960-1962. évi ásatások eredménye. Fontes archaeologici Hungariae. Akadémiai Kiadó, Budapest.
- 2004 Művelődéstörténet - Középkori régészet és az első kiállítás. In: Tanulmányok Budapest múltjából.
- 2005 Fundkomplexe des 15.-17. Jahrhunderts aus dem Burgpalast von Buda. Varia archaeologica Hungarica (17). MTA Régészeti Intézet, Budapest.
- 2009 Középkori régészet: a keltezés módszertana. Archaeologiai Értesítő 134/1, 117–129.
- 2000 Funde aus dem Zisterzienserkloster von Pilis. Varia archaeologica Hungarica (11). MTA Régészeti Intézet, Budapest.
- 2011 Középkori régészet IV. - Városkutatás. Acta Archaeologica Academiae Scientiarum Hungaricae 62/2, 381-420.

## MTMT publikációs lista
Publikációs listája az MTMT-ben